# Циклін D3
CCND3 (англ. Cyclin D3) – білок, який кодується однойменним геном, розташованим у людей на короткому плечі 6-ї хромосоми. Довжина поліпептидного ланцюга білка становить 292 амінокислот, а молекулярна маса — 32 520.
| 10         |  | 20         |  | 30         |  | 40         |  | 50         |
| ---------- |  | ---------- |  | ---------- |  | ---------- |  | ---------- |
| MELLCCEGTR |  | HAPRAGPDPR |  | LLGDQRVLQS |  | LLRLEERYVP |  | RASYFQCVQR |
| EIKPHMRKML |  | AYWMLEVCEE |  | QRCEEEVFPL |  | AMNYLDRYLS |  | CVPTRKAQLQ |
| LLGAVCMLLA |  | SKLRETTPLT |  | IEKLCIYTDH |  | AVSPRQLRDW |  | EVLVLGKLKW |
| DLAAVIAHDF |  | LAFILHRLSL |  | PRDRQALVKK |  | HAQTFLALCA |  | TDYTFAMYPP |
| SMIATGSIGA |  | AVQGLGACSM |  | SGDELTELLA |  | GITGTEVDCL |  | RACQEQIEAA |
| LRESLREASQ |  | TSSSPAPKAP |  | RGSSSQGPSQ |  | TSTPTDVTAI |  | HL         |

A: Аланін

C: Цистеїн

D: Аспарагінова кислота

E: Глутамінова кислота

F: Фенілаланін

G: Гліцин

H: Гістидин

I: Ізолейцин

K: Лізин

L: Лейцин

M: Метіонін

N: Аспарагін

P: Пролін

Q: Глутамін

R: Аргінін

S: Серин

T: Треонін

V: Валін

W: Триптофан

Кодований геном білок за функцією належить до фосфопротеїнів. 
Задіяний у таких біологічних процесах, як клітинний цикл, поділ клітини, альтернативний сплайсинг. 
Локалізований у цитоплазмі, ядрі, мембрані.